# Rhaphidorrhynchium congruens
Rhaphidorrhynchium congruens là một loài rêu trong họ Sematophyllaceae. Loài này được (Hampe) Broth. mô tả khoa học đầu tiên năm 1925.